# Enicospilus nervellator
Enicospilus nervellator là một loài tò vò trong họ Ichneumonidae.